# Franz Böckli
Franz Böckli (15 de març de 1858 – 14 de febrer de 1937) va ser un tirador suís. El 1900 va prendre part en els Jocs Olímpics de París, en què disputà cinc proves del programa de tir olímpic. Guanyà la medalla d'or en la prova de Rifle militar, tres posicions per equips, mentre en la de rifle militar, dempeus, fou cinquè; setè en rifle militar, de genolls; vuitè en Rifle militar, tres posicions individual; i 21è en rifle militar, bocaterrosa.
En el seu palmarès també destaquen tres campionats mundials de tir i una medalla de bronze.